# Jorgos Merkis
Jorgos Merkis, gr. Γιώργος Μερκής (ur. 30 lipca 1984 w Limassolu) – cypryjski piłkarz występujący na pozycji obrońcy.

## Kariera klubowa
Merkis jest wychowankiem klubu Apollon Limassol. W 2016 roku odszedł z niego do APOEL FC.

## Kariera reprezentacyjna
W reprezentacji Cypru zadebiutował 1 marca 2006 roku w towarzyskim meczu przeciwko Armenii. Na boisku pojawił się w 79 minucie meczu.
| Mecze i gole w reprezentacji | Mecze i gole w reprezentacji | Mecze i gole w reprezentacji | Mecze i gole w reprezentacji | Mecze i gole w reprezentacji | Mecze i gole w reprezentacji | Mecze i gole w reprezentacji |
| 2006                         | 2006                         | 2006                         | 2006                         | 2006                         | 2006                         | 2006                         |
| ---------------------------- | ---------------------------- | ---------------------------- | ---------------------------- | ---------------------------- | ---------------------------- | ---------------------------- |
| 1.                           | 01.03.2006                   | Limassol, Cypr               | Armenia                      | 2:0                          | 0                            | towarzyski                   |
| 2010                         |                              |                              |                              |                              |                              |                              |
| 2.                           | 03.03.2010                   | Larnaka, Cypr                | Islandia                     | 0:0                          | 0                            | towarzyski                   |
| 3.                           | 11.08.2010                   | Larnaka, Cypr                | Andora                       | 1:0                          | 0                            | towarzyski                   |
| 4.                           | 03.09.2010                   | Guimarães, Portugalia        | Portugalia                   | 4:4                          | 0                            | El. ME 2012                  |
| 5.                           | 08.10.2010                   | Larnaka, Cypr                | Norwegia                     | 1:2                          | 0                            | El. ME 2012                  |
| 6.                           | 12.10.2010                   | Kopenhaga, Dania             | Dania                        | 0:2                          | 0                            | El. ME 2012                  |
| 7.                           | 16.11.2010                   | Amman, Jordania              | Jordania                     | 0:0                          | 0                            | towarzyski                   |
| 2011                         |                              |                              |                              |                              |                              |                              |
| 8.                           | 08.02.2011                   | Nikozja, Cypr                | Szwecja                      | 0:2                          | 0                            | towarzyski                   |
| 9.                           | 26.03.2011                   | Nikozja, Cypr                | Islandia                     | 0:0                          | 0                            | El. ME 2012                  |
| 10.                          | 29.03.2011                   | Larnaka, Cypr                | Bułgaria                     | 0:1                          | 0                            | towarzyski                   |
| 11.                          | 10.08.2011                   | Nikozja, Cypr                | Mołdawia                     | 3:2                          | 0                            | towarzyski                   |
| 12.                          | 02.09.2011                   | Nikozja, Cypr                | Portugalia                   | 0:4                          | 0                            | El. ME 2012                  |
| 13.                          | 06.09.2011                   | Reykjavík, Islandia          | Islandia                     | 0:1                          | 0                            | El. ME 2012                  |
| 14.                          | 07.10.2011                   | Nikozja, Cypr                | Dania                        | 1:4                          | 0                            | El. ME 2012                  |
| 15.                          | 11.10.2011                   | Oslo, Norwegia               | Norwegia                     | 1:3                          | 0                            | El. ME 2012                  |
| 16.                          | 11.11.2011                   | Larnaka, Cypr                | Szkocja                      | 1:2                          | 0                            | towarzyski                   |
| 2012                         |                              |                              |                              |                              |                              |                              |
| 17.                          | 29.02.2012                   | Larnaka, Cypr                | Serbia                       | 0:0                          | 0                            | towarzyski                   |
| 18.                          | 15.08.2012                   | Sofia, Bułgaria              | Bułgaria                     | 0:1                          | 0                            | towarzyski                   |
| 19.                          | 07.09.2012                   | Tirana, Albania              | Albania                      | 1:3                          | 0                            | El. MŚ 2014                  |
| 20.                          | 11.09.2012                   | Larnaka, Cypr                | Islandia                     | 1:0                          | 0                            | El. MŚ 2014                  |
| 2013                         |                              |                              |                              |                              |                              |                              |
| 21.                          | 08.06.2013                   | Lancy, Szwajcaria            | Szwajcaria                   | 0:1                          | 0                            | El. MŚ 2014                  |
| 22.                          | 06.09.2013                   | Oslo, Norwegia               | Norwegia                     | 0:2                          | 0                            | El. MŚ 2014                  |
| 23.                          | 10.09.2013                   | Nikozja, Cypr                | Słowenia                     | 0:2                          | 0                            | El. MŚ 2014                  |

## Sukcesy
Apollon
- Mistrzostwo Cypru: 2006
- Puchar Cypru: 2010, 2013